# Mait
Mait ist als eine Kurzform von Mattias bzw. Matteus ein estnischer männlicher Vorname.

## Namensträger
- Mait Klaassen (* 1955), estnischer Wissenschaftler und Politiker
- Mait Metsanurk (1879–1957), estnischer Schriftsteller
- Mait Patrail (* 1988), estnischer Handballspieler
- Mait Riisman (1956–2018), sowjetischer Wasserballspieler und estnischer -trainer
- Mait Toom (* 1990), estnischer Fußballspieler